# Phùng Văn Hùng
Phùng Văn Hùng (sinh ngày 6 tháng 4 năm 1960) là đại biểu Quốc hội Việt Nam khóa 13, khóa 14, thuộc đoàn đại biểu Cao Bằng, Ủy viên thường trực Ủy ban Kinh tế của Quốc hội..

## Xuất thân
Ông quê quán ở Xã Thái Sơn, huyện An Lão, thành phố Hải Phòng. Ông hiện cư trú ở Số 25, ngõ 158, ngách 2, hẻm 49, phố Ngọc Hà, phường Ngọc Hà, quận Ba Đình, thành phố Hà Nội.

## Giáo dục
- Giáo dục phổ thông: 10/10
- Kỹ sư chế tạo máy
- Cử nhân Luật
- Tiến sĩ kinh tế
- Thạc sĩ Quản trị kinh doanh
- Cao cấp lí luận chính trị

## Sự nghiệp
Vào ĐCSVN: 08/9/1989
Hiện là Ủy viên thường trực Ủy ban Kinh tế của Quốc hội.